# Dead Girl
Dead Girl es una película estadounidense estrenada en 1996, escrita, dirigida y protagonizada por Adam Coleman Howard, Anne Parillaud y Famke Janssen.

## Sinopsis
Ari Rose (Howard) no es el típico romántico. Él tiene dos pasiones en la vida, seducir a la mujer de sus sueños (Parillaud) y asegurarse de que ella nunca se vaya. Una comedia muy oscura y con temas identificables (aunque bastante extrema, a veces) sobre el amor, el sexo, la obsesión, la paranoia y la depresión.